# Зеленград (Грчка)
Зеленград (грч. Μεσόβραχο, до 1927. грч. Ζέλεγκραδ) је насељено место у општини Нестрам у периферији Западна Македонија, Грчка. Према попису из 2021. године било је 3 становника.
Српски географ Боривоје Милојевић, 1920. године наводи да је у Зеленграду било 40 кућа Словена муслимана. Године 1924. муслиманско становништво је принудно исељено у Турску а на њихово место су насељене грчке избеглице из Турске, којих је на попису из 1928. било 93.